# Daniel Menge
Daniel Menge (* 14. Januar 1983 in München) ist ein deutscher Eishockeyspieler, der seit 2020 bei den Wanderers Germering aus der Eishockey-Landesliga Bayern spielt.

## Karriere
Daniel Menge erlernte das Eishockeyspiel in seiner Heimatstadt München und wurde dabei von seinem Vater, der selbst Hobbyspieler ist, unterstützt.
Seinen ersten Einsatz in einer (Halb-)Profimannschaft absolvierte er im Trikot der Geretsried Riverrats, die in der Saison 2000/01 in der Oberliga Süd spielten. In der darauffolgenden Spielzeit wechselte er dann nach Erding zum TSV und konnte in 53 Saisonspielen beachtliche 31 Scorerpunkte erzielen. Die Mannschaft der Erding Jets erreichte die Play-offs, scheiterte jedoch schon in der ersten Runde am EV Landshut.
Im Rahmen der Insolvenz der Jets wurde das German Team aufgelöst und der TSV Erding begann erneut mit einer Seniorenmannschaft in der untersten Spielklasse – der Bezirksliga Bayern – am Spielbetrieb teilzunehmen, so dass Daniel Menge zum EC Bad Tölz wechselte. Dadurch konnte Daniel Menge auch das erste Mal in der 2. Bundesliga aufs Eis gehen und lieferte eine durchaus erfolgreiche Saison ab, wobei ihm aber ein Einsatz mit der auf die Nürnberg Ice Tigers ausgestellten DEL-Förderlizenz verwehrt blieb.
Trotzdem wechselte er aber zur folgenden Spielzeit in seine Heimatstadt, um für den EHC München in den Oberliga Südwest zu spielen. Hier zeichnete er sich als exzellenter Torvorbereiter und -schütze aus, so dass die Eisbären Regensburg auf ihn aufmerksam wurden und er dorthin zur Saison 2004/05 in die 2. Bundesliga wechselte.
Zur Saison 2005/06 stiegen die Dresdner Eislöwen in die Bundesliga auf und verpflichteten Daniel Menge. Dieser konnte sich schnell in der zweiten bzw. dritten Angriffsformation etablieren. Da er auch in der folgenden Saison der U23-Regelung entsprach und eine sehr gute erste Spielzeit bei den Eislöwen zeigte, wurde sein Vertrag im Sommer 2006 verlängert. In der Saison 2006/07 spielte er zunächst in der ersten Reihe mit Gregory Schmidt und Martin Sekera, im Verlaufe der Saison aber auch in der zweiten Reihe mit David Musial und Radek Vít. Zur Spielzeit 2007/08 unterzeichnete er einen Vertrag bei den Augsburger Panthern, wechselte aber aus Mangel an Eiszeit während der Saison zu den Dresdner Eislöwen, mit denen ihm der Wiederaufstieg in die 2. Bundesliga gelang. Nachdem er zunächst seine sportliche Karriere beenden wollte, unterschrieb Menge für die Saison 2009/10 einen Vertrag bei den Tölzer Löwen. Im Januar 2010 wechselte er zum ESV Kaufbeuren in die 2. Bundesliga. 
Ab der Saison 2016/17 spielte er für den HC Landsberg, ehe er zur Saison 2020/21 zu den Wanderers Germering wechselte.

### International
International bezeichnet Daniel Menge den fünften Platz bei der U18-WM, den Aufstieg mit der U20 bei der B-WM 2002 und die Teilnahme mit der U20 bei der A-WM 2003 als seine bisher größten Erfolge.
Außerdem war er Teilnehmer der Inlinehockey-Weltmeisterschaft 2005, wo er mit der deutschen Nationalmannschaft den fünften Platz erreichte. Bei der IIHF Inlinehockey-Weltmeisterschaft 2006 in Budapest gehörte er ebenfalls der Nationalmannschaft an und konnte mit dieser den vierten Platz erringen. Ein Jahr später bei der IIHF Inlinehockey-Weltmeisterschaft 2007 in Deutschland konnte er mit der Nationalmannschaft den dritten Platz (Bronzemedaille) erreichen, in dem man Österreich im Spiel um Platz drei mit 6:3 schlug.

## Karrierestatistik
(Legende zur Spielerstatistik: Sp oder GP = absolvierte Spiele; T oder G = erzielte Tore; V oder A = erzielte Assists; Pkt oder Pts = erzielte Scorerpunkte; SM oder PIM = erhaltene Strafminuten; +/− = Plus/Minus-Bilanz; PP = erzielte Überzahltore; SH = erzielte Unterzahltore; GW = erzielte Siegtore; 1 Play-downs/Relegation; Kursiv: Statistik nicht vollständig)